# Нюйдинский клад

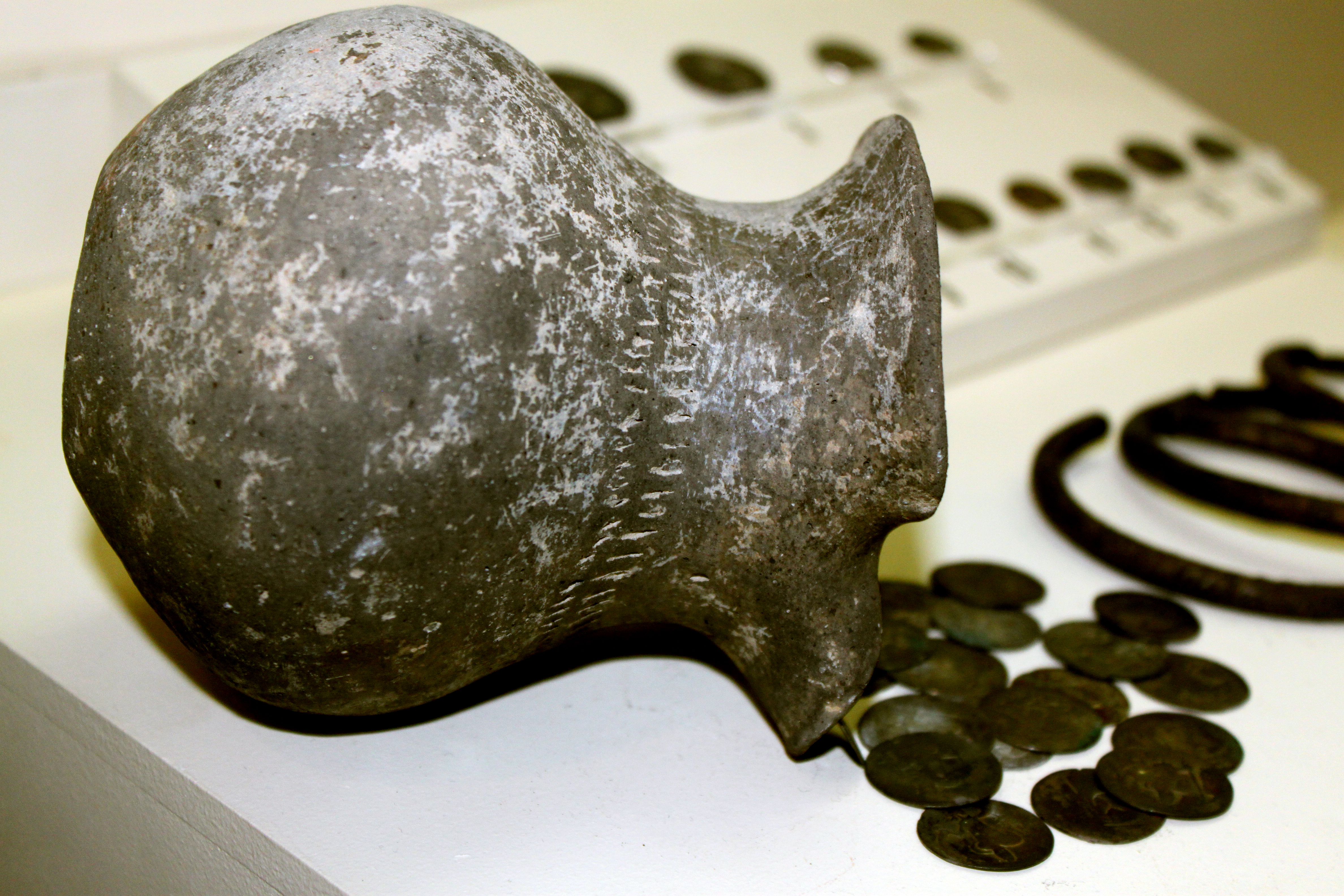
Нюйдинский клад, выставленный в Музее истории Азербайджана (Баку)

Нюйдинский клад (азерб. Nüydü dəfinəsi) — клад серебряных монет античного периода, обнаруженных близ селения Нюйди Ахсуйского района Азербайджана. 

## Обнаружение
Нюйдинский клад был обнаружен в 1972 году во время археологических раскопок.
Клад, состоящий из 36 монет, был обнаружен в женской могиле № 11 в Нюйдинском памятнике. Клад был расположен у ног захороненной в небольшом кувшине.
Монеты были специально положены в могилу погребенной женщины. На монетах изображены схематическая человеческая голова в диадеме с одной стороны, с другой же стороны — человек, держащий в одной руке посох или копье, а в другой — птицу (иногда козла). На оборотной стороне некоторых монет изображен восседающий на троне бог Зевс с орлом и скипетром в руке. Надписей на монетах нет. Будучи местными албанскими, монеты были отчеканены в подражание монетам Александра Македонского.
Подобные анонимные монеты обнаруживались и в других областях Азербайджана (Хыныслы, Габале и Ялойлутепе). Клад экспонируется в Музее истории Азербайджана в Баку.
В Нюйди было обнаружено два культурных слоя. Верхний слой располагался в 0,6-0,7 м от уровня поверхности. Нижний слой датируется второй половиной III века до нашей эры-серединой I века до нашей эры. Для него характерны такие находки, как вазы, сосуды с удлиненным сливом, большие горшки с двумя ручками, местные серебряные монеты без надписей и браслеты. Верхний слой характеризуется небольшими чашами, сосудами и каменными орудиями.